# أوناني مونيز غوتيريز
أوناني مونيز غوتيريز (1937-2002) (بالإنجليزية: Onaney Muñiz Gutiérrez)‏ هو عالم نبات كوبي.